# Ikarus IK-2
L'Ikarus IK-2 era un monoplano da caccia ad ala alta prodotto dall'azienda jugoslava Ikarus A.D. nella seconda metà degli anni trenta.
Progettato nel 1933 da Ljubomir Ilić e Kosta Sivčev, da cui la sigla IK, fu il primo aereo da caccia costruito in Jugoslavia.
Il primo prototipo venne realizzato nel 1935, il primo ordine, per 12 esemplari, fu emesso nel 1937.
Le consegne iniziarono solo nel 1939 quando il velivolo era ormai superato.
Fu impiegato nel corso dell'operazione Marita (invasione della Jugoslavia da parte dell'Asse).

## Utilizzatori
Croazia
- Zrakoplovstvo NDH - esemplari ex-Jugoslavi

 Jugoslavia
- Jugoslovensko kraljevsko ratno vazduhoplovstvo i pomorska avijacija